# 青縞

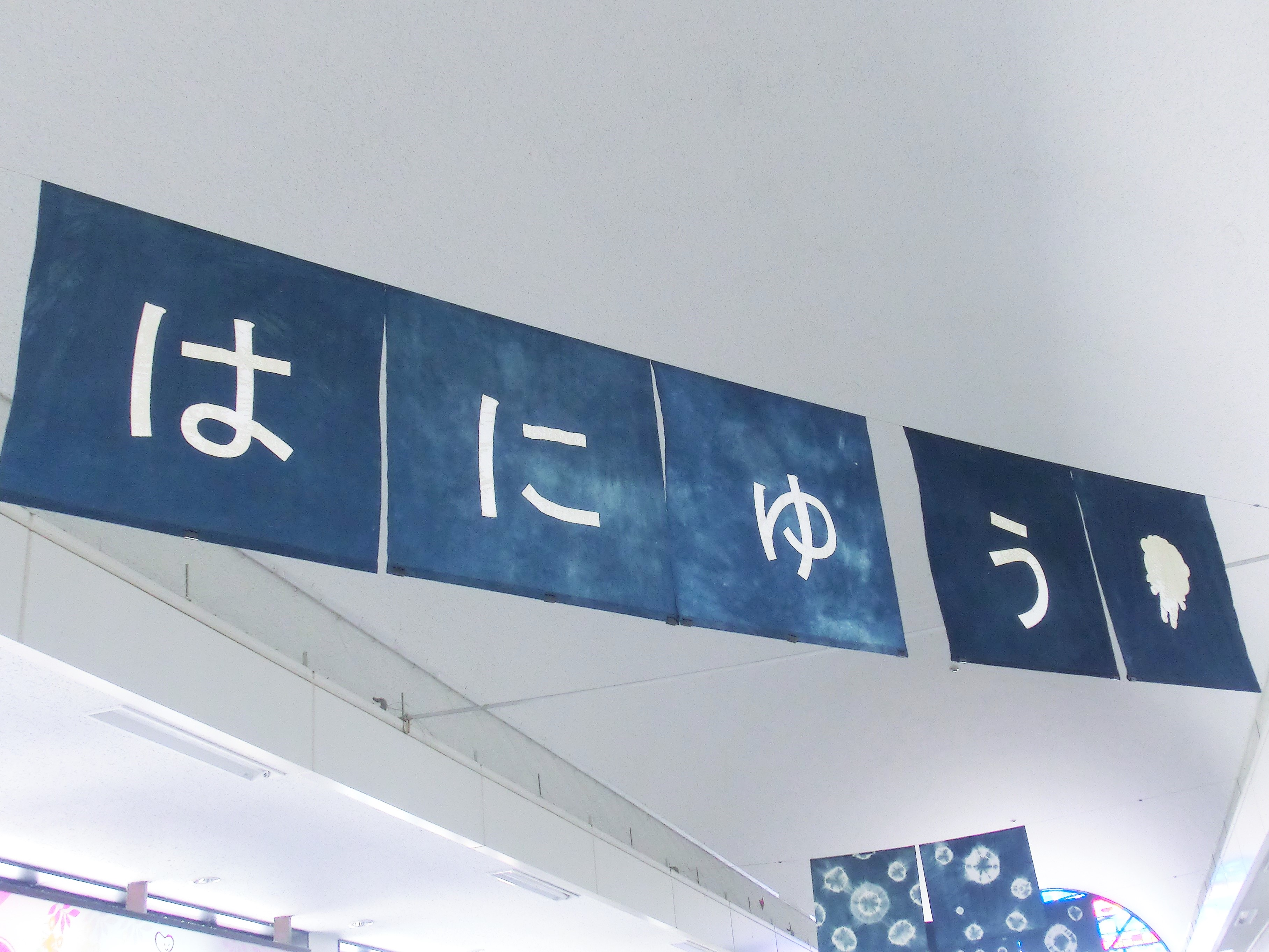
2014年9月現在、羽生駅構内に掲げられている青縞の染物

青縞（あおじま）は、埼玉県羽生市など、埼玉県北部地域で江戸時代末期ごろから生産されている藍染物の伝統工芸品。武州織物、武州正藍染とも。

## 歴史
天明期に、現在の羽生や加須、行田、騎西など北埼玉で藍の栽培が開始されたことに伴い、農家の主婦が農閑期を利用して家族の衣服を作ったことが発祥とされる。最盛期を迎えた明治40年代には、当時の羽生町を中心とする同地域の一大産業となり、藍染め職人が200軒以上の紺屋を構えた。
2008年9月19日には、羽生市・加須市・行田市で生産された正藍染を施した織物と、その織物を用いて生産された被服の一部が、「武州正藍染」として特許庁の地域団体商標に登録された。藍染めの普及などの活動を行う武州織物工業協同組合（昭和24年設立）の現在の組合員数は14軒で、うち11軒は羽生市に立地する。資料館を併設する武州中島紺屋がある。

## 特徴
藍の葉から「自然発酵建て」により採取した染料を用い、手染めで染色する。糸の段階で染める糸染めと、布にしてから染める型染めがあるが、青縞の多くは前者の手法で生産される。色調をもとに、「武州紺織」と「武州唐桟」に大別される。

## 利用
武州紺織は、藍の濃淡だけの素朴でシンプルなデザインを活かし、剣道着などに使われる。全国で生産される正藍染の剣道着のうち、8割が武州紺織といわれる。